# Memmii
Légende :
♦Patricien, ♦Plébéien, ♦Consulaire, ♦Sénatorial, ♦Équestre
Gens et Liste des gentes romaines

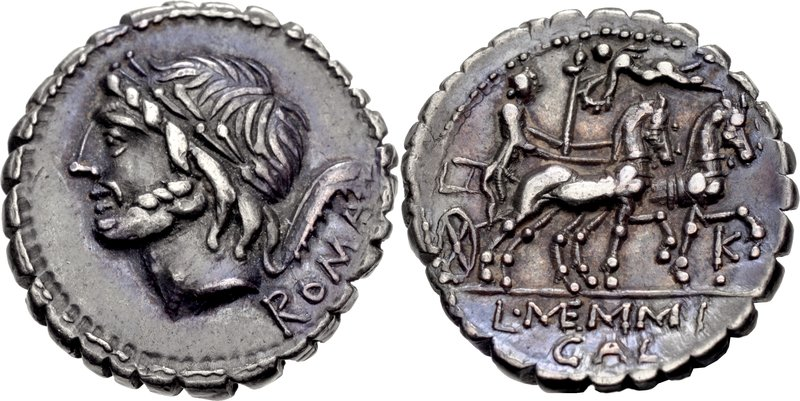
Denarius de Lucius Memmius, 106 av. J.-C. Le verso représente Venus conduisant un char, avec Cupidon volant au-dessus, faisant allusion à l'ascendance troyenne revendiquée par les Memmii.

La gens Memmii était une gens plébéienne romaine. Le premier membre illustre de la gens fut Caius Memmius, préteur en 172 av. J.-C. Après la guerre contre Jugurtha à l'ère d'Auguste, de nombreux tribuns faisaient partie de cette gens.

## Origines
Le poète Virgile supposait que la famille Memmii descendait du héros troyen Mnestheus. Cette tradition tardive suggère qu'à la fin de la République, la gens est devenue l'une des gens les plus importantes de la noblesse romaine. Chase est convaincu que la gens est originaire de Rome. De par sa morphologie, le nom peut dériver d'un cognomen, Memmo, dont la signification est inconnue. L'utilisation de Quirinus, une divinité sabine, sur l'argent de Gaius Memmio en 56 av. J.-C., fait peut-être allusion à une origine sabine de la gens.

## Membres

### Sous la République

#### Memmiiinscrits dans latribu Menesia
- Memmius, édile plébéien lors des jeux de Ceriales vers -211;
  - ? Caius Memmius, (v.-215 - ap.-172), préteur de Sicile en -172;
    - Lucius Memmius, (v.-180 - ap.-129);
      - Caius Memmius, (v.-143 - -100), candidat au consulat en -100;
        - Caius Memmius, (v.-105 - -75), questeur en -76;
          - Caius Memmius, (v.-82 - ap.-54), tribun de la plèbe en -54;

      - Lucius Memmius, (v.-130 - ap.-91), triumvir monetaire en -106;
        - Caius Memmius, (v.-105 - v.-46), candidat au consulat en -53;
          - Caius Memmius, (v.-70 - v.-4), consul suffect en -34;
            - Memmia, épouse de Caius Scribonius Curio
            - (Marcus Acilius Memmius Glabrio), (v.-40 - ?), adopter par Acilius Glabrio, consul en -33
              - Marcus Acilius Memmius Glabrio, (v.-20 - ap.24), curateur des rives du Tibre en 24;

        - Memmia, épouse de Caius Scribonius Curio

  - ? Titus Memmius, (v.-210 - ap.-170), ambassadeur en -170.

#### Memmiiinscrits dans latribu Galeria
- Lucius Memmius, (v.-130 - ap.-109), triumvir monetaire en -109;
  - Lucius Memmius, (v.-110 - ap.-87), triumvir monetaire en -87;
  - Caius Memmius, (v.-110 - ap.-87), triumvir monetaire en -87;
    - Lucius Memmius, (v.-75 - ap.v.-30), tribun de la plèbe, curateur frumentaire;
      - Memmia

### Sous le Principat

#### Memmii Reguli
Les Memmii Reguli sont inscrits dans la tribu Galeria.
- Publius Memmius, (v.-35 - ?)
  - Publius Memmius Regulus, (v.-10 - 61), consul suffect en 31, proconsul d'Asie;
    - Caius Memmius Regulus, (v.20 - ap.65), consul en 63;
      - ? Caius Memmius, (v.65 - ap.98), proconsul de Crète-Cyrennaique en 98;

  - ? Memmia, épouse de Lucius Pomponius Flaccus;

#### MemmiideGigthis
Les Memmii de Gigthis sont inscrits dans la tribu Quirina.
- Lucius (Memmius);
  - Lucius Memmius Messius Pacatus, (v.80 - ap.117/38), admis parmi les juges grâce à Hadrien
  - ? Caius Memmius Messius Pacatus;
    - Memmius Messius Pacatus, (v.105 - ap.117/38), flamen perpétuel
- (Memmius);
  - Marcus Memmius Caecilianus, patron de Gigthis;
    - ? Marcus (Memmius)
      - Caius Memmius Caecilianus Placidus, (v.240 - ?), consul suffect vers 275;
        - ? (Caius Memmius), (v.270 - ?);
          - ? (Caius Memmius), (v.290 - ?);
            - ? Caius Memmius Vitrasius Orfitus, (v.317 - v.369), préfet de Rome de 357 à 359;
              - Rusticiana, (v.350 - ?), épouse de Quintus Aurelius Symmaque;

        - ? Memmia Placida, (v.280 - ?), épouse de (Maec)ius Gordianus

    - ? Memmia Aquilina;

  - ? Quintus Memmius Pudens, (v.170 - ?), patron de Gigthis sous Septime Sévère;

#### MemmiideBulla Regia
- Caius Memmius, (v.120 - ?)
  - Caius Memmius Fidus Iulius Albius, (v.148 - ap.192), consul suffect en 192;
    - (Iul)ia Memmia (Pris)ca Rufia Aemi(liana) Fidia(na), (v.170 - ap.192)

#### Autres
- Memmia Sosandris, une femme de l'ordre sénatorial, mentionné dans une inscription de Lugdunum en 226[4].
- Memmia Nerulla.